# Polydesmus roulini
Polydesmus roulini är en mångfotingart som beskrevs av Paul Gervais 1847. Polydesmus roulini ingår i släktet Polydesmus och familjen plattdubbelfotingar. Inga underarter finns listade i Catalogue of Life.